# Bełkotka

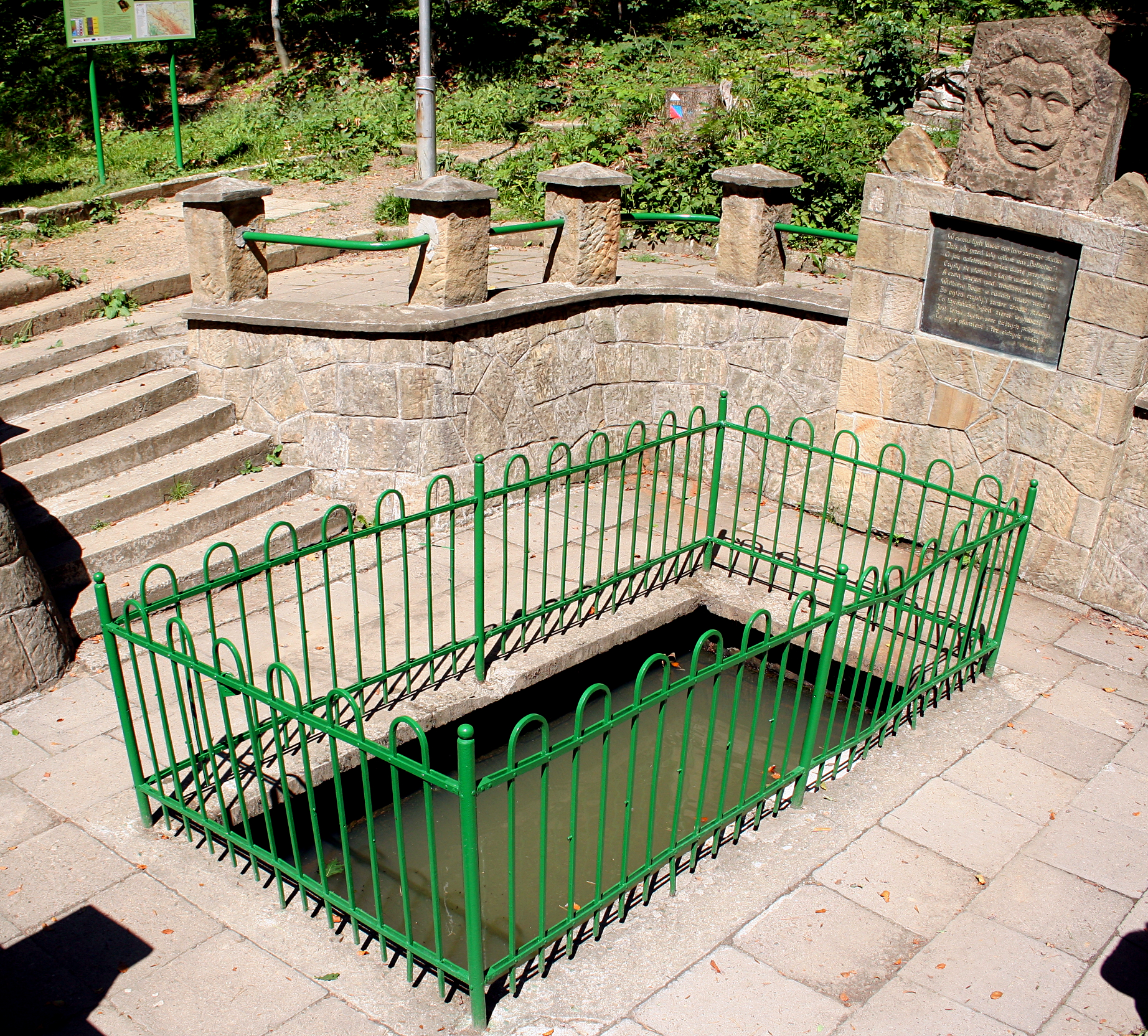
Źródło Bełkotka z podobizną Wincentego Pola

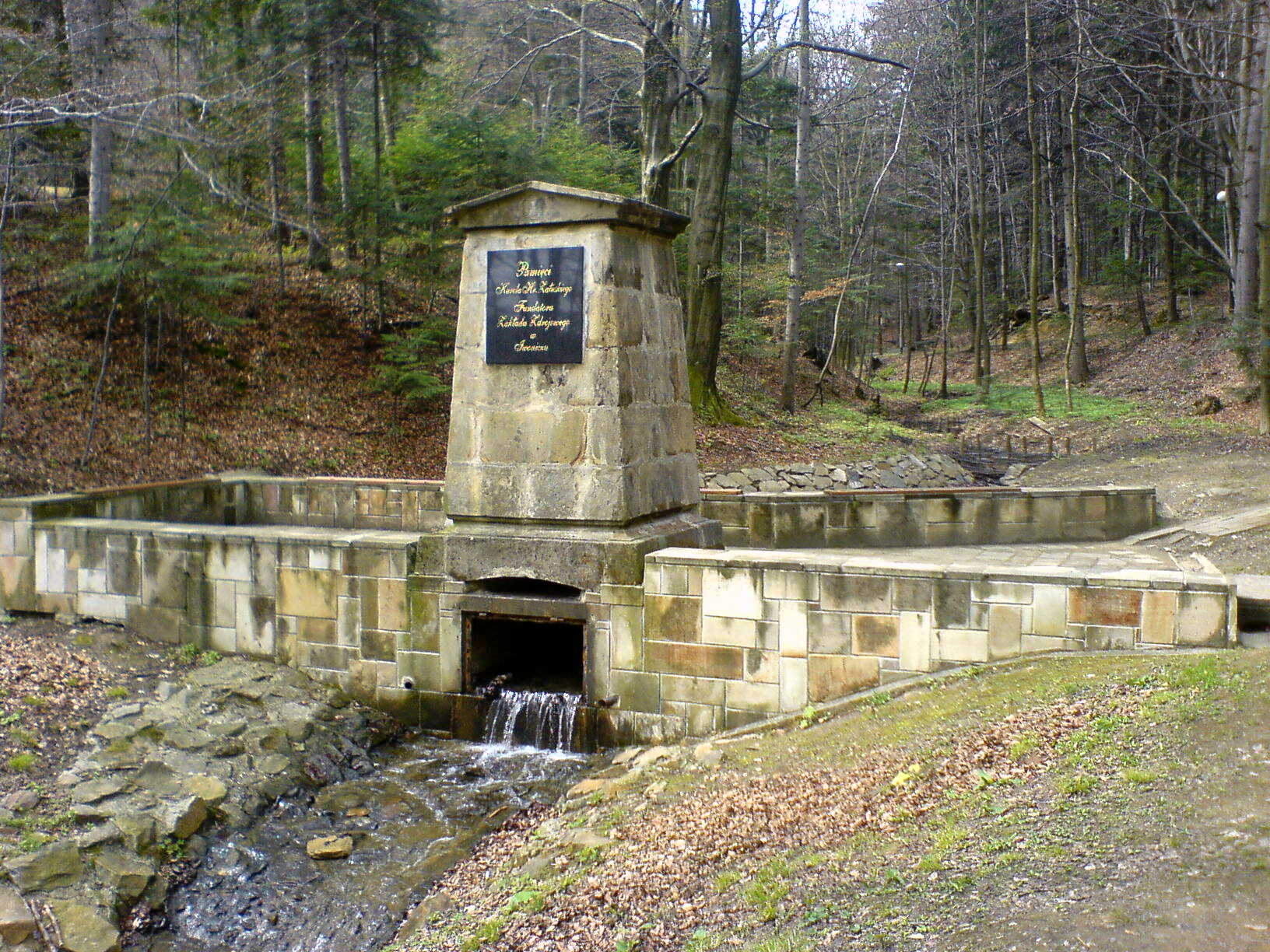
Jaz na rzece Bełkotce w Iwoniczu-Zdroju.

Bełkotka − najstarsze i najsłynniejsze źródło w Iwoniczu-Zdroju, położone na stokach góry Przedziwnej. Nazwa pochodzi od wydobywającego się z dna źródła gazu ziemnego, wywołującego bulgotanie ("bełkot") wody. Ilość wydobywającego się gazu była wówczas na tyle duża, że do największych atrakcji, popularnych wśród gości uzdrowiska, należało jego zapalanie. Wyglądało to wtedy tak, jakby paliła się powierzchnia wody. Obecnie ilość wydobywającego się gazu jest niewielka i jego stężenie jest zbyt niskie, by można go było zapalić.
W przeszłości uważane było za najcenniejsze źródło lecznicze. Opisywane było jako kuriozum przez lekarzy krajowych i zagranicznych: Jana Sechkiniego, Jana Denisa, Conradiego i innych. Z czasem z centrum uzdrowiska doprowadzono do niego wygodną dróżkę, a samo źródło zostało otoczone murowaną obudową. Wkomponowano w nią obelisk z płytą, na której wyryto fragment wiersza Wincentego Pola, poświęcony Bełkotce, oraz z płaskorzeźbą, przedstawiającą podobiznę poety.
Źródło to jest pomnikiem przyrody.